# Марко Маринковић (глумац)
Марко Маринковић (Београд, 17. јануар 1890 — Београд, 27. јануар 1968) био је српски филмски и позоришни глумац.
После трећег разреда гимназије ступио је у нишко позориште „Синђелић“ (1912. преименовано у „Коста Трифковић“) у току његовог гостовања у Пожаревцу 1911. У њему је остао до почетка Првог светског рата, а за време рата је глумио у војничком избегличком позоришту на Крфу. Затим је био члан НП у Скопљу (1919−1921), НК у Сплиту (1921−1924) и од 1924. до пензионисања, 1951, у Народном позоришту у Београду, у којем је наступао и даље, а повремено и на сценама Хумористичког позоришта, Атељеа 212, на филму и на радију.
Најпознатије улоге је остварио у филмовима као што су Чудотворни мач, Ешалон доктора М., Славица и други.

## Филмографија
| Глумац | ▲ |
| ------ | - |

Дугометражни филм  |  ТВ филм  |  ТВ серија
|                   | 1940 | 1950 | 1960 | Укупно |
| ----------------- | ---- | ---- | ---- | ------ |
| Дугометражни филм | 2    | 2    | 2    | 6      |
| ТВ филм           | 0    | 0    | 3    | 3      |
| ТВ серија         | 0    | 0    | 5    | 5      |
| Укупно            | 2    | 2    | 10   | 14     |
|           | Назив                | Улога                   |
| --------- | -------------------- | ----------------------- |
| 1947      | Славица              | Агент                   |
| 1948      | Софка                | Арса                    |
| 1950-te ▲ |                      |                         |
| 1950      | Чудотворни мач       | Деда Иван               |
| 1955      | Ешалон доктора М.    | Михајло                 |
| 1960-te ▲ |                      |                         |
| 1961      | Срећа у торби        | Сват (као М Маринковић) |
| 1961      | Лето је криво за све | /                       |
|      | Назив                 | Улога              |
| ---- | --------------------- | ------------------ |
| 1962 | Генерали и спахије    | /                  |
| 1965 | Соба 17               | /                  |
| 1967 | Арсеник и старе чипке | Господин Видерспун |
| Од | До | Назив | Улога |
| -- | -- | ----- | ----- |